# Le Crapaud et le Maître d'école
Vous lisez un « bon article » labellisé en 2010.  Il fait partie d'un « bon thème ».
Série Classiques d'animation Disney
Mélodie Cocktail
(1948) Cendrillon
(1950)
Pour plus de détails, voir Fiche technique et Distribution.
Le Crapaud et le Maître d'école (The Adventures of Ichabod and Mr. Toad) est le quinzième long métrage d'animation produit par les studios Disney et le onzième « Classique d'animation ». Sorti en 1949 et réalisé par Clyde Geronimi, James Algar et Jack Kinney, il est composé de deux moyens-métrages : La Mare aux grenouilles et La Légende de la Vallée endormie (Le Fantôme du cavalier au Québec), inspirés respectivement des romans Le Vent dans les saules de Kenneth Grahame (1908) et La Légende de Sleepy Hollow de Washington Irving (1819).
Le film est surtout connu comme étant la dernière des compilations du studio Disney produites durant les années 1940, avant la sortie en 1950 de Cendrillon. Malgré son manque de reconnaissance, la première séquence de ce film sert de base à une attraction d'un parc Disney et plusieurs des personnages ont été réutilisés dans d'autres productions.

## Synopsis
Le narrateur propose de découvrir « deux personnages d'exception ».

### La Mare aux grenouilles

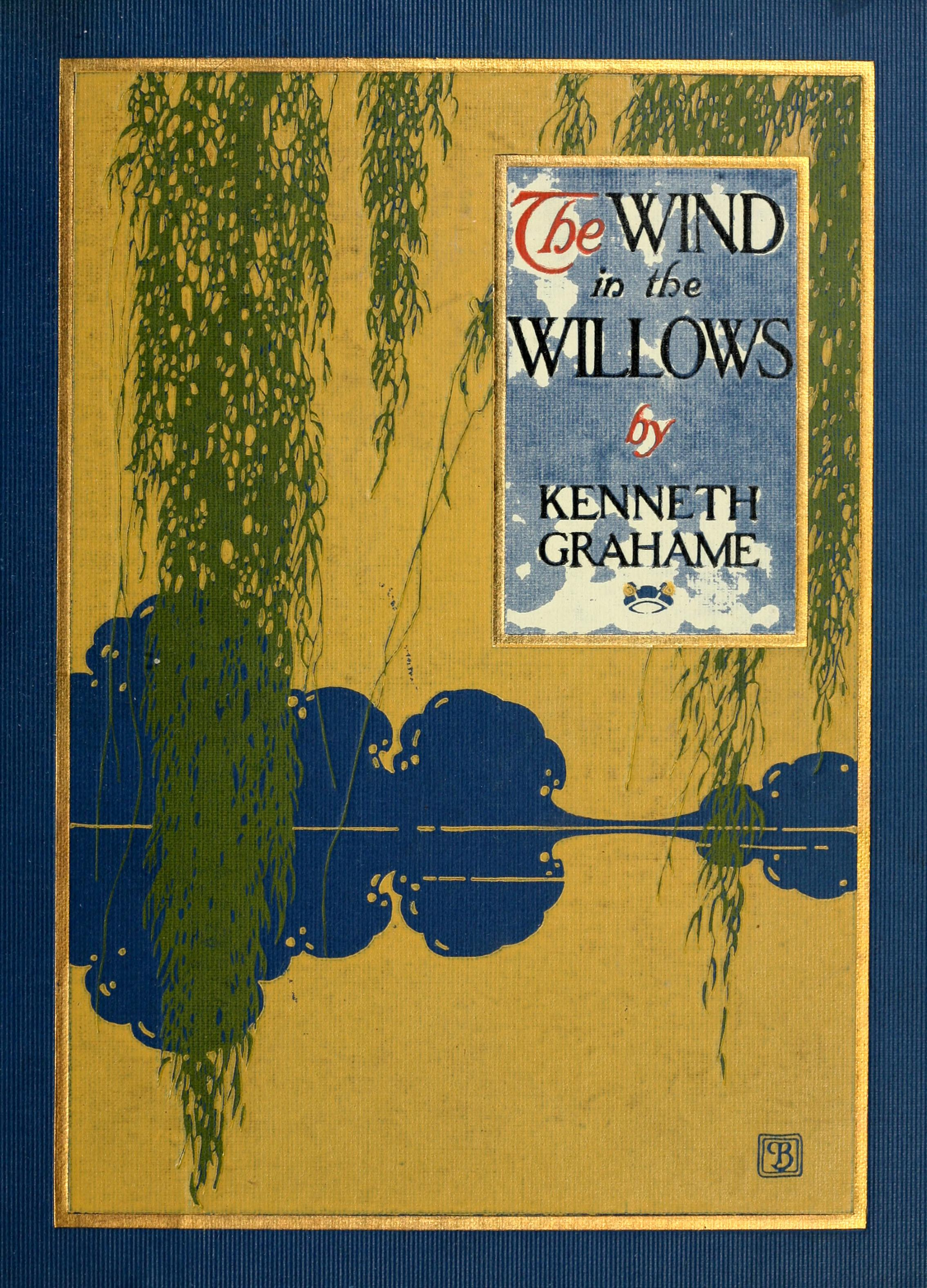
Couverture américaine du Vent dans les saules (1913).

Inspirée du Vent dans les saules de Kenneth Grahame (1908), la première partie du film raconte l'histoire de Crapaud baron Têtard dont la passion débordante pour les automobiles inquiète grandement ses amis Taupe, Rat et Blaireau, surtout quand Crapaud échange son manoir ancestral à des fouines contre un bolide volé. Crapaud se met rapidement à flâner sans but sur les routes, jusqu'au jour où sa drôle d'escapade le mène derrière les barreaux. Ses amis s'acharnent à prouver son innocence en allant chercher des preuves dans son ancien manoir occupé par des bandits.

### La Légende de la Vallée endormie

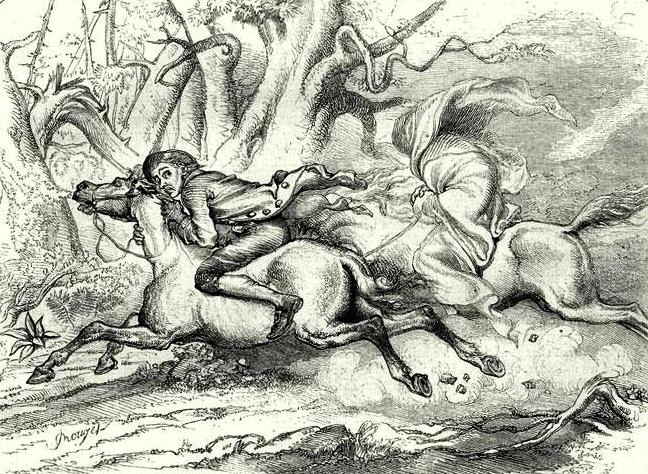
La Légende de Sleepy Hollow. Ichabod Crane poursuivi par le cavalier sans tête, par F.O.C. Darley, 1849.

Inspirée de La Légende de Sleepy Hollow de Washington Irving (1820), la deuxième partie raconte l'histoire d'Ichabod Crane qui, un jour d'automne, est nommé instituteur dans le village de Sleepy Hollow. Arrivé sur les lieux, il rencontre la plus belle jeune femme du village, Katrina Van Tassel, fille d'un riche propriétaire terrien, dont il tombe immédiatement amoureux. Il réussit à écarter Katrina de Brom Bones, la brute de la bourgade qui aime lui aussi la séductrice. Furieux, Brom Bones décide pour se venger de raconter aux villageois l'effrayante légende du Cavalier sans tête lors de la soirée d'Halloween organisée par le père de Katrina. Mais après la fête, Ichabod doit rentrer seul chez lui, en pleine nuit, en passant par la forêt.

## Fiche technique
- Titre original : The Adventures of Ichabod and Mr. Toad
- Titre français : Le Crapaud et le Maître d'école
- Réalisation : Clyde Geronimi, James Algar et Jack Kinney
- Scénario : Homer Brightman, Winston Hibler, Erdman Penner, Harry Reeves, Joe Rinaldi et Ted Sears d'après Kenneth Grahame (The Wind in the Willows) et Washington Irving (The Legend of Sleepy Hollow)
- Musique : Oliver Wallace
  - Arrangements vocaux : Ken Darby
  - Chansons[3] : Gene de Paul et Don Raye (Ichabod, Katrina, The Headless Horseman), Frank Churchill et Charles Wolcott pour la musique et Larry Morey et Ray Gilbert pour les paroles (Merrilly on Our Way)
  - Orchestrations : Joseph Dubin
- Conception graphique :
  - Couleurs et stylisme : Claude Coats, Don Da Gradi, Mary Blair et John Hench
  - Cadrage (layout) : Charles Philippi, Al Zinnen, Tom Codrick, Hugh Hennesy, Thor Putnam et Lance Nolley
  - Décors : Ray Huffine, Art Riley, Merle Cox, Brice Mack et Dick Anthony
- Animation :
  - Supervision : Frank Thomas, Ollie Johnston, John Lounsbery, Wolfgang Reitherman, Milt Kahl et Ward Kimball
  - Animation des personnages : Fred Moore, Harvey Toombs, John Sibley, Hal King, Marc Davis, Hugh Fraser, Hal Ambro et Don Lusk
  - Effets spéciaux : George Rowley et Jack Boyd
- Procédé technique : Ub Iwerks
- Son : C. O. Slyfield (supervision), Robert O. Cook (enregistrement)
- Montage : John O. Young (film), Al Teeter (musique)
- Production : Ben Sharpsteen
- Société de production : Walt Disney Pictures
- Société de distribution : RKO Radio Pictures
- Pays de production :  États-Unis
- Langue originale : anglais
- Format : couleurs – 35 mm – 1,37:1 – son mono (RCA Sound System)
- Durée : 68 minutes
- Dates de sortie :
  - États-Unis : 5 octobre 1949
  - France : 8 octobre 2003 (directement en vidéo)

Sauf mention contraire, les informations proviennent de : Leonard Maltin, John Grant, Jerry Beck.

## Distribution

### Voix originales (1949)

#### La Mare aux grenouilles

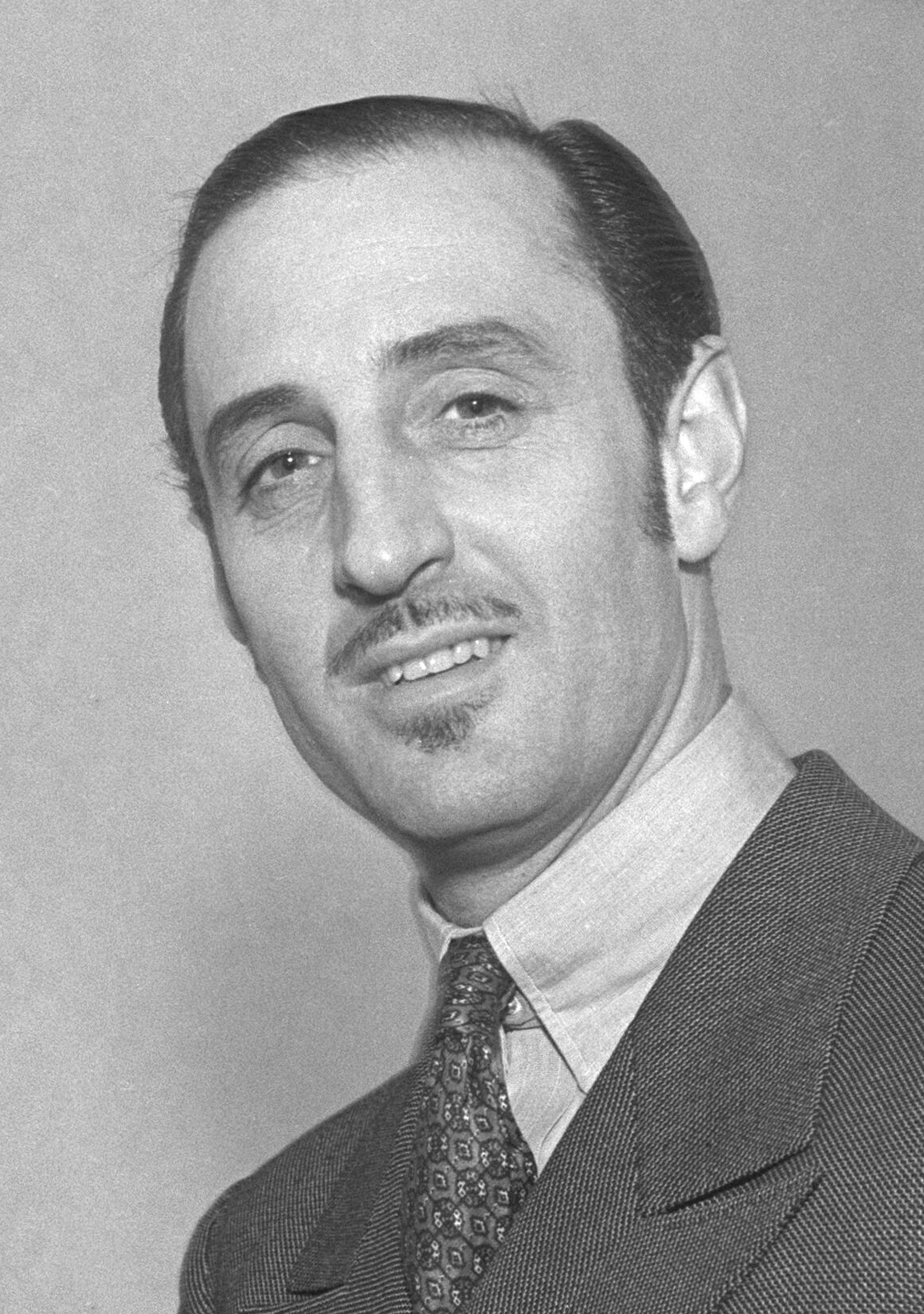
Basil Rathbone en 1935.

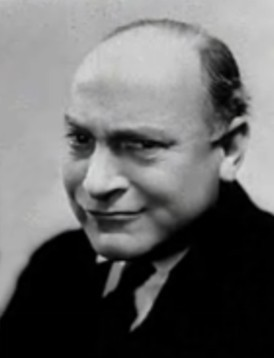
Eric Blore en 1935.

- Basil Rathbone : Narrator (le narrateur)
- Eric Blore : J. Thaddeus Toad (Crapaud)
- J. Pat O'Malley : Cyril Proudbottom (Cyril Trottegalop)
- Campbell Grant : Angus McBadger (Ange McBlaireau)
- Claud Allister : Rat
- Colin Campbell : Mole (Taupe)
- Oliver Wallace : Winky (M. Moustache)
- John Ployardt : Prosecutor (le procureur)
- Leslie Denison : Judge (juge) / First Weasel (première fouine)
- Edmond Stevens : Second Weasel (deuxième fouine)

#### La Légende de la Vallée endormie
- Bing Crosby : narrateur[7]

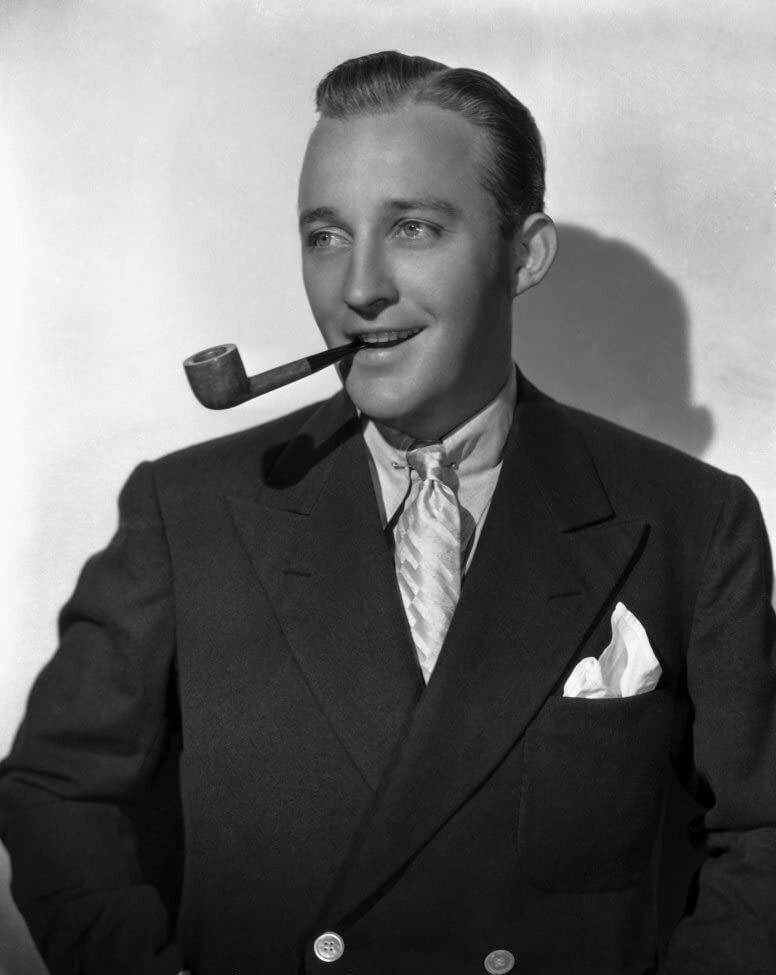
Bing Crosby vers 1940.

- The Rhythmaires : voix additionnelles

### Voix françaises (1992)
Sauf mention contraire, les informations proviennent du générique de début de la version VHS.
La Mare aux grenouilles
- Roger Carel : Crapaud, baron Têtard
- Henri Tallourd : Crapaud (voix chantée)
- Michel Costa : Crapaud (voix chantée, version alternative)
- Francis Lax : Cyril Trottegalop
- Georges Costa : Cyril Trottegalop (voix chantée, version alternative)
- Jacques Ciron : Rat
- Teddy Bilis : Taupe
- Maurice Nasil : Ange McBlaireau
- Guy Piérauld : M. Moustache
- Paul-Émile Deiber : le procureur
- Jean Berger : le narrateur
- Jean-Henri Chambois : le juge
- Albert Médina
- Fernand Fabre
- Jean Michaud : l'huissier

Version longue
- Jean-Pierre Denys : Ange McBlaireau (scène inédite)
- Patrice Paris
- Michel Feder

La Légende de la Vallée endormie
- Daniel Beretta : le narrateur (version intégrale)

Note : Le film n'ayant a priori pas fait l'objet d'une sortie cinéma sous sa forme originelle en France, les deux moyens-métrages ont été doublés de façon séparée lors de leur sortie en VHS ; des scènes supplémentaires de La Mare aux grenouilles ont été doublées pour la sortie DVD en 2003. La Légende de la Vallée endormie dispose d'un doublage différent dans sa version « indépendante ».

## Distinction
- Golden Globes 1950 : meilleure photographie couleur

## Sorties cinéma
Sauf mention contraire, les informations suivantes sont issues de l'Internet Movie Database.
- États-Unis : 5 octobre 1949 ; 1958 La Légende de la Vallée endormie seul
- Australie : 25 août 1950
- Mexique : 10 octobre 1951

## Sorties vidéo
- 26 octobre 1955 : La Mare aux grenouilles, seul dans l'émission télévisée Disneyland[9]
- Automne 1992 : VHS de La Mare aux grenouilles
- Automne 1992 : VHS de La Légende de la Vallée endormie
- 8 octobre 2003 : VHS des deux films réunis
- 8 octobre 2003 : DVD des deux films réunis incluant Les Revenants solitaires

## Origine et production

### Une compilation des années 1940
En 1941, le studio Disney commence un projet de moyen métrage intitulé The Magnificient Mr. Toad et tiré du roman Le Vent dans les saules de Kenneth Grahame paru en 1908. Dès cette période, Eric Blore est choisi pour faire la voix originale de Mr. Crapaud. Mais comme le film ne durait que trois quarts d'heure, il a été mis de côté. Quelques années plus tard, avec le besoin de produire des compilations, le projet ressort des cartons, le film est alors réduit de 48 minutes à une demi-heure et combiné sous le nom de Two Fabulous Characters avec un autre projet inspiré de La Légende de Sleepy Hollow de Washington Irving paru en 1819.
Au début de l'année 1947, alors que la production du film Danny, le petit mouton noir est stoppée pour sept semaines, l'animation de Coquin de printemps s'achève et deux autres compilations sont en préparation, Mélodie Cocktail et Two Fabulous Characters renommée par la suite Le Crapaud et le Maître d'école,. L'ancien titre aurait souffert d'un possible déficit d'attirance auprès du public.
En novembre 1947, Ben Sharpsteen informe Walt Disney de l'avancement du projet Cendrillon et que les scénaristes Winston Hibler et Ted Sears ont rejoint la production du film Le Crapaud et le Maître d'école.
Durant la production, peu de temps avant de filmer l'animation, les décors du film ont disparu. Une enquête de police a alors été menée et résolue après plusieurs semaines lorsqu'un coup de fil anonyme révéla qu'un jardinier avait les décors chez lui. Ceux-ci auraient été récupérés de l'autre côté de la clôture ceinturant le studio. Il les avait emportés, enroulés dans un tube carton afin de les protéger pensant qu'ils avaient été jetés là.

### L'animation
La séquence d'ouverture du film reprend le principe inauguré avec Blanche-Neige et les Sept Nains dans laquelle un livre de conte s'ouvre sur l'air de Some Day My Prince Will Come, plantant le décor et les bases de l'histoire. Ce type d'ouverture a été réutilisé pour plusieurs autres productions Disney dont Danny, le petit mouton noir (1948), sorti l'année précédente, Cendrillon en 1950 ou La Belle au bois dormant en 1959. Dans Le Crapaud et le Maître d'école la scène est beaucoup plus longue, débutant même en dehors de la pièce. Entrant par un vitrail dans une bibliothèque, la caméra s'avance vers les rayonnages puis un livre en particulier à la tranche rouge où il est écrit en lettres d'or Vent dans les saules, ce dernier s'ouvre alors. La séquence de transition reprend le même principe en passant dans une pièce adjacente de la bibliothèque et en ouvrant un autre livre sur une carte de l'état de la région de New York. John Hench, un artiste important du studio a travaillé sur la couleur et le style du film.

#### La Mare aux grenouilles
La séquence de La Mare aux grenouilles est une tentative de Disney d'adapter la littérature jeunesse britannique du XIXe siècle. Le studio y parvient mais omet de nombreux détails du texte original et en modifie d'autres tels les noms des personnages, Badger devenant ainsi Angus MacBadger. Cette séquence comprend de nombreuses scènes qui s'enchaînent à un rythme effréné. Les scénaristes ont même dû résumer de nombreuses actions en utilisant un nouveau procédé, celui des manchettes ou unes de presse surgissant sur l'écran avec des gros titres. Le château Crapaud évoque à la fois le château de Hampton Court et la demeure Abbotsford de sir Walter Scott.
La séquence comporte de nombreux personnages au nom évoquant pour la plupart leur espèce respective : Crapaud, le Rat, la Taupe, Angus MacBlaireau, les fouines (ou belettes selon la version). Les personnages mineurs sont eux nommés d'après leur fonction : le procureur, le docteur, le juge ou l'avocat. D'autres font exception, tel le cheval de Crapaud baptisé Cyril Trottegalop (Cyril Proudbottom) ou Moustache (Winkie, Winky ou Winkey dans la version anglophone). D'après Grant, la voix originale de Cyril est bien celle de J. Pat O'Malley, mais elle prend les accents de l'acteur britannique et vedette de music-hall George Formby. Les personnages du rat et de la taupe font respectivement et graphiquement écho à Sherlock Holmes et au docteur Watson.

#### La Légende de la Vallée endormie

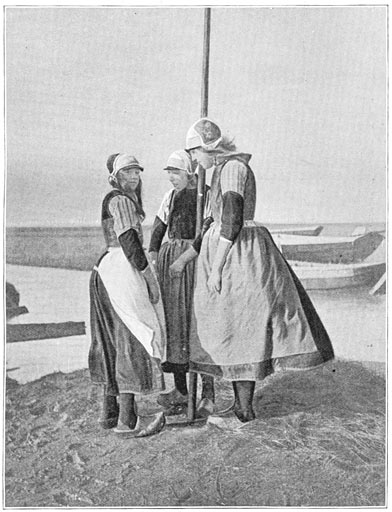
Costume traditionnel de Volendam, repris pour le personnage de Katrina Van Tassel.

L'histoire de La Légende de la Vallée endormie a été repensée par l'équipe de Disney, modifiant la fable de 1820 en une histoire où Ichabod survit à tous les pièges imaginés par Irving. Le film présente une atmosphère totalement différente de la séquence précédente avec ici un personnage asexué nommé Ichabod Crane qui arrive dans le petit village de Tarrytown.
Alors que le narrateur parle d'Ichabod comme d'un vieil ami, le héros entre en opposition avec des personnages masculins très forts, Brode parle de macho, mené par Bram Bones. Ichabod parvient grâce à son éducation et sa maîtrise de la danse à se faire accepter par la gent féminine du village. Dans leur tentative de conquête de la belle Katrina Van Tassel, Bram et Ichabod s'opposent. Katrina est la fille de Baltus Van Tassel, un riche fermier de la région, et est « grande, blonde, aux joues roses suaves, une jeune fille en fleur, dodue comme une perdrix. » Son nom et son costume sont empruntés à la tradition néerlandaise dont le célèbre couvre-chef triangulaire. Le costume est celui de Volendam, popularisé par la commercialisation du fromage édam, nommé d'après la ville voisine Edam. Bram (ou Brom) Bones est le chef autoproclamé d'une bande de jeunes garçons envinés et à l'aspect bovin qui terrorisent les environs. Bram utilise la ruse en se servant d'une légende locale, celle du Cavalier sans tête. Il chevauche son destrier baptisé Trompe-la-mort (Daredevil) simulant le retour du cavalier.
Ichabod a été principalement animé par Frank Thomas. Maltin note que Katrina est graphiquement très proche de Grace Martin dans la séquence The Martins and the Coys de La Boîte à musique (1946) et aussi de Slue Foot Sue dans Pecos Bill de Mélodie Cocktail (1948). Le personnage de Katrina Van Tassel dans La Légende de la Vallée endormie peut être considéré comme une ébauche graphique de Cendrillon (1950) alors en production.

### Bande originale
- Ichabod and Mr Toad – Chœurs
- Nous galopons, galopons, galopons (The Merrily Song) – M. Crapaud et Cyrille
- Ichabod Crane – Soliste et chœurs (Bing Crosby et The Rhythmaires en VO)
- Katrina – Soliste et chœurs (Bing Crosby et The Rhythmaires en VO)
- Le Cavalier sans tête (The Headless Horseman) – Soliste et chœurs (Bing Crosby et The Rhythmaires en VO)

## Analyse
Le Crapaud et le Maître d'école est l'un des nombreux films produits durant les années 1940 par le studio Disney que Sébastien Roffat qualifie de « films composites », car constitués de plusieurs séquences (en anglais, « segments ») indépendantes s'apparentant à des courts ou des moyens métrages, et généralement reliées entre elles par de brefs intermèdes. Steven Watts ajoute que des acteurs sont inclus dans les séquences de ces films suivant l'exemple de La Boîte à musique (1946) et inclut dans ce groupe Coquin de printemps (1947) et Mélodie Cocktail (1948).
C'est la dernière compilation des années 1940 du studio, et la seconde composée de deux moyens métrages. À la fin de cette décennie, de nombreux admirateurs de Disney s'inquiétaient de voir le studio glisser vers une médiocrité pour le public de masse.

### Deux séquences réunies mais différentes
Pour John Grant, malgré sa forme similaire à Coquin de printemps (1947), un découpage en deux moyens métrages, ce film est « beaucoup plus ambitieux mais moins charmant bien qu'ayant un peu plus de succès. » Grant indique aussi que les deux séquences s'agencent difficilement ensemble malgré les propos du narrateur. Pour Jerry Beck, le film permet toutefois de renforcer la position dominante du studio Disney et ses compétences en animation, narration et création de personnages. Grant note que les deux séquences s'opposent par le simple fait que dans la première les personnages ont chacun une voix, tandis que dans la seconde seul le narrateur parle.
Pour Douglas Brode, les deux séquences contiennent des expériences proches de la mort, entre le cavalier sans tête poursuivant Ichabod Crane et M. Crapaud plongé dans l'eau avec une chaîne et un boulet à ses pieds ; dans les deux cas, aucune explication n'est fournie pour connaître comment ils en réchappent. Deux scènes complètent ces sentiments morbides, dont l'image du chevalier brandissant sa rapière contre Ichabod et la corde de pendu préparée pour Crapaud. Ce sont des éléments rares chez Disney qui, pour Brode, évoquent une possible fascination morbide. De plus, à l'inverse des productions traditionnelles destinées à la jeunesse, Disney parvient à confronter le jeune public avec la mort d'une manière proche de la définition shakespearienne, celle « d'une fin nécessaire ». Toutefois, Disney reste Disney et les deux héros apprennent une morale, Ichabod apprend l'humilité dans sa conquête de la belle Katrina, quant à Crapaud, il change d'objectif, partant à la conquête des airs ayant perdu celle de la terre.
Finalement, les deux séquences confortent Walt Disney dans le fait que son studio peut à nouveau produire des longs métrages d'animation d'un seul tenant, Cendrillon (1950) étant en production. Les critiques de l'époque évoquent pour la plupart leur impatience pour ce long métrage au détriment d'une analyse de cette compilation.

### Les séquences en détail
Pour Beck, la séquence La Mare aux grenouilles comprend certains éléments des plus comiques en termes d'animation et d'exagération comme la folie automobile de M. Crapaud. Le comique est souvent dirigé contre les personnages principaux, les tournant en ridicule. Tandis que pour Maltin, elle contient certains des éléments les plus artistiquement réussis du studio. La séquence d'ouverture est pour lui « une merveille de perfection ». Maltin précise ensuite que c'est surtout au niveau du son et des voix que le film se démarque. Eric Blore incarne, est M. Crapaud tandis que les effets sonores vont jusqu'à atténuer le son lorsque Crapaud se bouche les oreilles. La scène du procès est le summum du film avec beaucoup de sentiments, allant de la culpabilité à la suite du réquisitoire du magistrat, au comique avec les poses loufoques de Crapaud déguisé en avocat britannique. Les scènes suivantes poursuivent dans la débauche de sentiments ambivalents avec les remords de Crapaud emprisonné ou la passion, lors de la reconquête de ses biens.

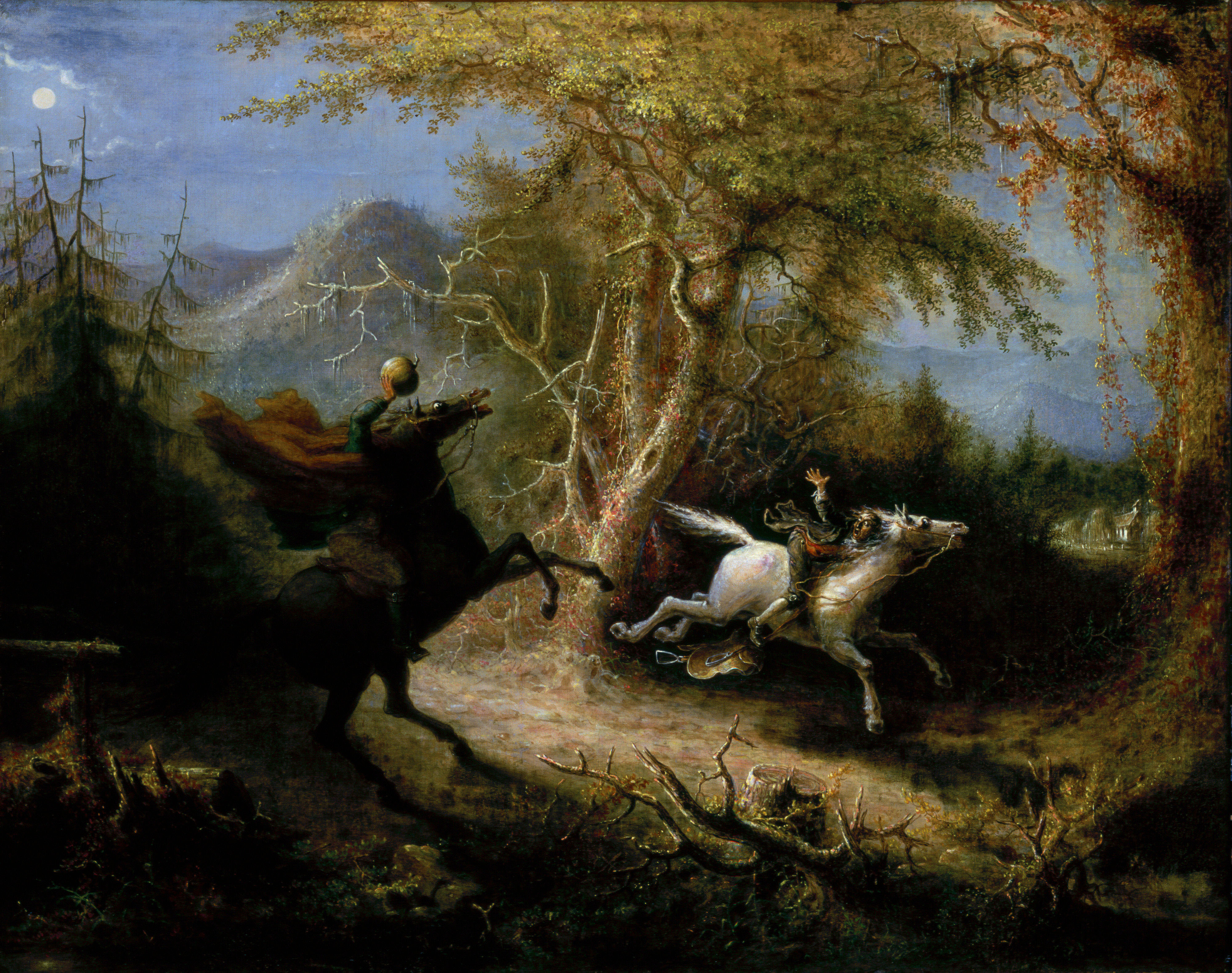
John Quidor, Le Cavalier sans tête poursuivant Ichabod Crane, huile sur toile, 1858.

La séquence La Légende de la Vallée endormie est enrichie par son atmosphère et ses nuances. La scène de la rencontre entre Ichabod et le cavalier sans tête, conçue et animée par Frank Thomas et John Sibley, est l'une des plus réussies du studio. Brode voit dans l'aspect d'Ichabod Crane une représentation, une caricature de l'homme efféminé qu'il retrouve dans Johnny Pépin-de-Pomme, le héros de la séquence éponyme du film Mélodie Cocktail (1948). Son caractère asexué s'oppose à celui très machiste de Bram Bones. Pour Brode, cette séquence réunit les héros de deux séquences de Mélodie cocktail, Pecos Bill et Johnny Pépin-de-Pomme. Grant note un léger parallèle entre Toad et son cheval Cyril d'un côté, Ichabod et son cheval après la poursuite par le cavalier sans tête de l'autre : ce sont les chevaux qui consolent leur cavalier. Pour Grant, la plupart des personnages principaux ne sont pas attirants (dans le sens que l'on ne se retrouve pas en eux) : Ichabod est juste mais perd, Brom est malveillant et gagne, Katrina est seulement coquette... Grant considère que le film possède une morale curieuse, divergente des autres productions de Disney : un homme studieux ne peut pas accomplir son rêve d'épouser une belle femme. On peut aussi noter que l'histoire évoque un Ichabod ambitieux intéressé non pas par la beauté de la jeune fille mais surtout la fortune de son père, ses propriétés et son argent. Rappelons que c'est en l'espèce un élément du texte original de Washington Irving.

## Adaptations et produits dérivés

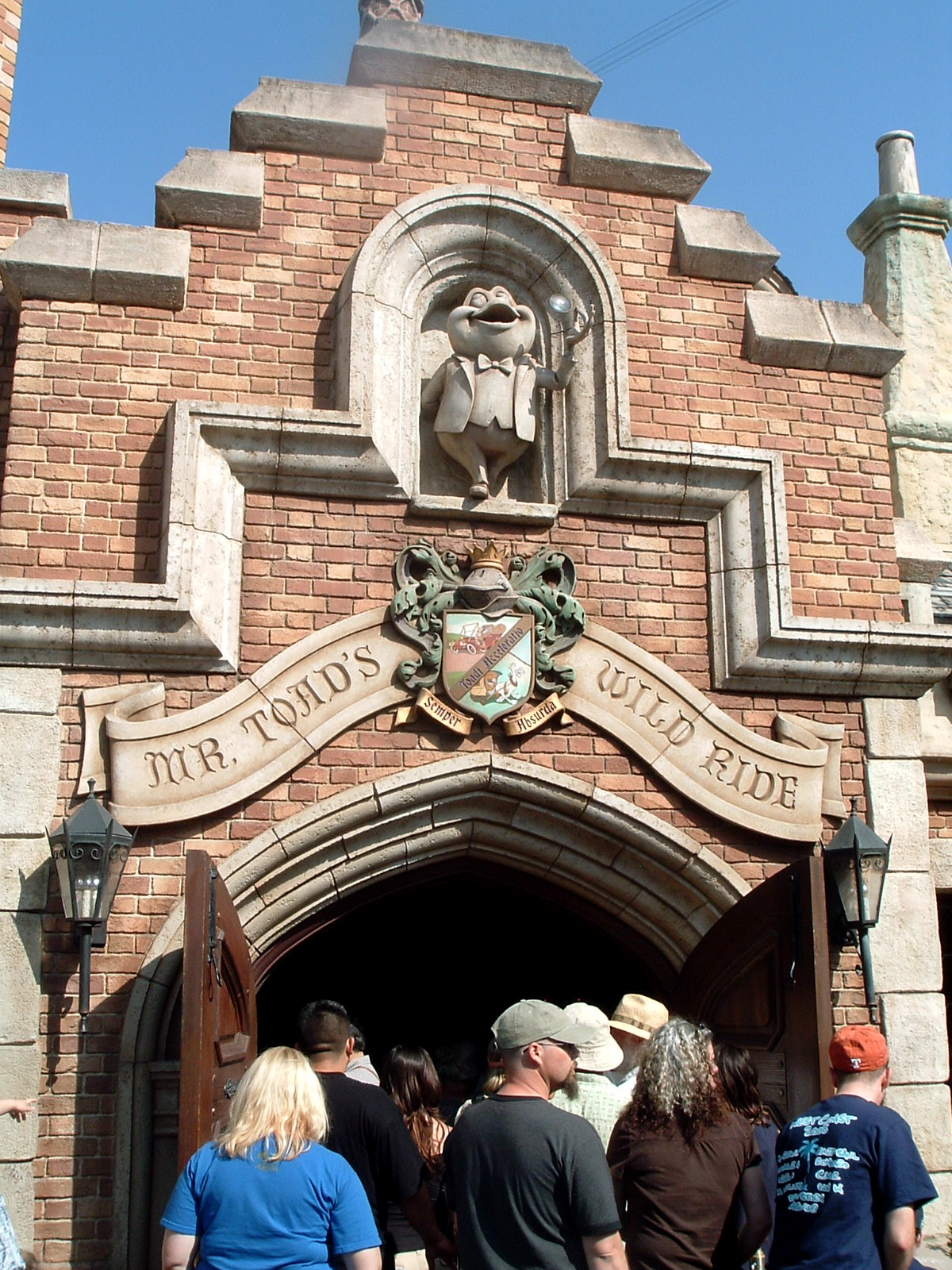
Façade de l'attraction Mr. Toad's Wild Ride à Disneyland.

La séquence de La Mare aux grenouilles (32 min) a été diffusée à la télévision dans l'émission Walt Disney Presents sur ABC le 2 février 1955. La séquence de La Légende de la Vallée endormie a été diffusée dans la même émission le 26 octobre 1955. Les deux séquences ont eu une sortie au cinéma indépendante le 26 novembre 1958 pour La Légende de la Vallée endormie  et sous le nom The Madcap Adventures of Mr. Toad le 25 décembre 1975 pour La Mare aux grenouilles. Ce dernier moyen métrage a été rediffusé en salle aux États-Unis avec le film Tête brûlée et pied tendre en juillet 1978.
Mr. Toad's Wild Ride est une attraction de type parcours scénique inspirée de la séquence La Mare aux grenouilles ouverte en 1955 à Disneyland et en 1971 au Magic Kingdom de Walt Disney World Resort. Alors que la première existe toujours, celle du Magic Kingdom a fermé définitivement en 1998. Le parc Disneyland français possède un restaurant nommé Mr. Toad's situé entre l'attraction Peter Pan's Flight et la gare du Disneyland Railroad et présentant une façade identique aux attractions.
En 1985, la séquence La Légende de la Vallée endormie a été intégrée à une vidéocassette japonaise intitulée Bakemono no hanashi (« Histoires qui font peur ») contenant aussi Les Revenants solitaires (1937), Donald et le Gorille (1944), Donald et la Sorcière (1952) et des extraits de La Danse macabre (1929) comme interludes, afin de promouvoir l'attraction Cinderella Castle Mystery Tour de Tokyo Disneyland.
La Mare aux grenouilles constitue la première apparition du « gang des belettes » (ou fouines) qui sèmera la terreur dans Qui veut la peau de Roger Rabbit (1988). Elles sont également présentes dans Le Noël de Mickey (1983) aux côtés de Crapaud, Rat, Taupe, Blaireau et Cyril Trottegalop.